# Pampa de pi
La pampa de pi, candela de pi o pampa grossa, (Clitopaxillus alexandri)) és una espècie de bolet agarical de la família de les pseudoclitocibàcies (Pseudoclitocybaceae). És uns fong comestible relativament comú, per bé què que en algunes zones dels Països Catalans no tingui tradició culinària.

## Descripció
La forma del barret va canviant amb el desenvolupament del bolet: quan és jove, és una mica convex, mentre que en madurar presenta una forma més aplanada, de manera que al centre dels exemplars adults es forma un característic umbó. El marge del barret és cargolat (involut), però no és estriat. Pot arribar a assolir una mida de 20 cm de diàmetre, encara que normalment pren valors de 10 a 15 cm. La superfície és llisa i un xic lluent, de color bru grisós. Les làmines són força denses, s'estenen una mica per la cama i són de color més pàl·lid que el barret, amb tonalitats grogues. La cama, de cilíndrica a claviforme, mesura 4-8 x 2-4 cm i és d'un color força més clar que el barret. Si s'olora es pot notar una lleugera olor ciànica. La carn és espessa i ferma, blanquinosa o d'un groc pàl·lid. Té una olor i un sabor agradables, com d'ametlles amargues, i sempre està neta (encara que es trobi en un indret brut). El color de l'esporada va del blanc al crema pàl·lid. Les espores són el·lipsoïdals, llises i mesuren 5,5-6,5 x 3-4,5 µm. Conté l'antibiòtic clitocibina, el qual deixa rogles d'herba cremada.

## Hàbitat i distribució geogràfica
Creix en boscos de pins entre l'estiu i l'hivern (des del juny fins al gener) i a 100-1.800 m d'altitud. En àrees de clima mediterrani fructifica sota pi blanc (Pinus halepensis) i pi pinyer (Pinus pinea), i en àrees d'alta muntanya ho fa sota pi roig (Pinus sylvestris) i pi negre (Pinus uncinata). Es troba a la Gran Bretanya, França, els Països Baixos, Turquia, Palència, Granada, el País Valencià (les serres de Mariola, d'Espadà i els Ports), Catalunya (el Garraf, el Barcelonès -el Puig d'Ossa i altres indrets de la serra de Collserola-, el Vallès Oriental, l'Alt Urgell, el Parc Natural del Cadí-Moixeró i el massís del Montseny) i Mallorca (la serra de Tramuntana).

## Confusió amb altres espècies
Es pot confondre fàcilment amb Clitocybe geotropa, però aquesta darrera té el barret deprimit i és de color molt més pàl·lid. La pampa grossa és considerada un comestible mediocre; amb tot, cal ésser molt curós en la seua recol·lecció, ja que dins del gènere Clitocybe hi ha diverses espècies no comestibles i, fins i tot, tòxiques i verinoses com ara Clitocybe dealbata.

## Ús culinari
Convé agafar els exemplars joves, però cal rebutjar-ne el peu, el qual resulta massa fibrós. Es pot cuinar rostit a la brasa, fregit, acompanyant altres bolets o carns. Es conserva en sal, deshidratat o polvoritzat. Presenta l'avantatge que no és atacat pels cucs.